# Irina Usjakova
Irina Usjakova (ryska: Ирина Васильевна Ушакова), född den 29 september 1954 i Homel, Vitryssland, är en sovjetisk fäktare som tog OS-silver i damernas lagtävling i florett i samband med de olympiska fäktningstävlingarna 1980 i Moskva.